# Megacyllene tafivallensis
Megacyllene tafivallensis är en skalbaggsart som beskrevs av Di Iorio 1998. Megacyllene tafivallensis ingår i släktet Megacyllene och familjen långhorningar. Inga underarter finns listade i Catalogue of Life.